# Marcelinho Carioca
Marcelinho Carioca (født 31. december 1971) er en tidligere brasiliansk fodboldspiller.

## Brasiliens fodboldlandshold
| Brasiliens landshold | Brasiliens landshold | Brasiliens landshold |
| År                   | Kmp                  | Mål                  |
| -------------------- | -------------------- | -------------------- |
| 1998                 | 2                    | 2                    |
| 1999                 | 0                    | 0                    |
| 2000                 | 0                    | 0                    |
| 2001                 | 1                    | 0                    |
| Total                | 3                    | 2                    |